# تقريب π
البحث عن تقريب العدد π جزء لا يتجزأ من تاريخ الرياضيات.

بيان لتطور دقة حساب قيمة عددية لپي عبر التاريخ. القياس بعدد الأرقام بعد الفاصلة ممثلٍ في سلم لوغاريتمي.

## العصور الوسطى
خلال القرن الخامس الميلادي، كانت قيمة π معروفة إلى حدود سبعة أرقام بعد الفاصلة في الرياضيات الصينية، وإلى حدود خمسة أرقام في الرياضيات الهندية. لم يحدث تطور ملحوظ في هذا المجال لمدة ألف سنة تقريبا، حتى القرن الرابع عشر. في القرن الرابع عشر، اخترع عالم الرياضيات والفلك الهندي مادهافا، مؤسس مدرسة كيرلا لعلم الفلك والرياضيات، متسلسلة غير منتهية تؤول إلى π تعرف حاليا باسم  متسلسلة مادهافا-لايبنتس.

## من القرن السادس عشر إلى التاسع عشر
في النصف الثاني من القرن السادس عشر، اكتشف عالم الرياضيات الفرنسي فرانسوا فييت جداءا غير منته يؤول إلى π معروف باسم صيغة فييت.
بُعيد نشر فييت لصيغته، حسب عالم الرياضيات الألماني الهولندي لودولف فان ساولن في حوالي عام 1600، خمسا وثلاثين رقما بعد الفاصلة للعدد π مستعملا متعددا للأضلاع، عدد أضلاعه يساوي 262، متجاوزا بذلك عمل الكاشي الذي حصل على ستة عشر رقما وعمل فييت الذي حصل على تسعة أرقام فقط.
في عام 1621، عمل ويلبرورد سنيليوس في هذا المجال مشيرا إلى أن محيط متعدد الأضلاع المحاط بالدائرة يؤول إلى محيط الدائرة ذاتها بسرعة تفوق مرتين محيط متعدد الأضلاع المحيط بالدائرة. برهن على هذه الحقيقة كريستيان هوغنس في عام 1654.
.

## القرنان العشرون والواحد والعشرون
في عام 1910، وجد عالم الرياضيات الهندي سرينفاسا أينجار رامانجن عددا من المتسلسلات سريعة الاقتراب من π بما فيهن :
{\displaystyle {\frac {1}{\pi }}={\frac {2{\sqrt {2}}}{9801}}\sum _{k=0}^{\infty }{\frac {(4k)!(1103+26390k)}{(k!)^{4}396^{4k}}}}
هذه المتسلسلة تضيف ثماني أرقام بعد الفاصلة عن كل حد حُسب من حدود المتسلسلة. وهي أساس أسرع الخوارزمات المستعملة حاليا في الاقتراب من π. انظر إلى متسلسة رامانجن-ساتو.

## تطور صيغ فعالة

### التقريب باستعمال متعددات الأضلاع
{\displaystyle P_{2n}={\frac {2p_{n}P_{n}}{p_{n}+P_{n}}},\quad \quad p_{2n}={\sqrt {p_{n}P_{2n}}}.}
{\displaystyle 3{\frac {10}{71}}<\pi <3{\frac {1}{7}}.}

### صيغة مشابهة لصيغة ماشن
{\displaystyle {\frac {\pi }{4}}=4\arctan {\frac {1}{5}}-\arctan {\frac {1}{239}}}

### صيغ كلاسيكية أخرى
{\displaystyle {\begin{aligned}\pi &\approx 768{\sqrt {2-{\sqrt {2+{\sqrt {2+{\sqrt {2+{\sqrt {2+{\sqrt {2+{\sqrt {2+{\sqrt {2+{\sqrt {2+1}}}}}}}}}}}}}}}}}}\\&\approx 3.141590463236763.\end{aligned}}}
{\displaystyle \pi ={\sqrt {12}}\sum _{k=0}^{\infty }{\frac {(-3)^{-k}}{2k+1}}={\sqrt {12}}\sum _{k=0}^{\infty }{\frac {(-{\frac {1}{3}})^{k}}{2k+1}}={\sqrt {12}}\left({1 \over 1\cdot 3^{0}}-{1 \over 3\cdot 3^{1}}+{1 \over 5\cdot 3^{2}}-{1 \over 7\cdot 3^{3}}+\cdots \right)}
أويلر:
{\displaystyle {\pi }=20\arctan {\frac {1}{7}}+8\arctan {\frac {3}{79}}}